# BNSF Railway
BNSF Railway, anciennement Burlington Northern and Santa Fe Railway, est l'une des sept compagnies de chemin de fer de classe 1 aux États-Unis. Son siège est situé à Fort Worth (Texas). La compagnie est née le 31 décembre 1996 de la fusion du Burlington Northern Railroad et de l'Atchison, Topeka and Santa Fe Railway. L'entreprise est maintenant la propriété de Berkshire Hathaway.
La BNSF est l'une des plus importantes entreprises ferroviaires des États-Unis. Seul le réseau de l'Union Pacific Railroad lui est comparable en taille.
Elle figure parmi les principaux acteurs du transport intermodal en Amérique du Nord. Elle est le premier réseau ferroviaire pour le transport de céréales, et transporte également assez de charbon pour produire environ 10 % de l'électricité produite aux États-Unis. En 2007, la BNSF tire 20 % de ses revenus du transport de charbon.

## Histoire
Le 22 septembre 1995, la holding Burlington Northern Incorporated absorba la holding Santa Fe Pacific Corporation pour constituer Burlington Northern Santa Fe Corporation. Le 31 décembre 1996, le Burlington Northern Railroad fusionna avec l'Atchison Topeka & Santa Fe Railway pour créer le Burlington Northern & Santa Fe Railway.
En 1999, le BNSF et le Canadian National Railway annoncèrent leur projet de fusion pour former le North American Railways dont le QG aurait été basé à Montréal (Canada) ; mais le Surface Transportation Board des États-Unis décréta un moratoire pour toute nouvelle fusion, ce qui mit un terme à ce projet.
En 2003, BNSF a transporté 4 millions de conteneurs et de remorques intermodales, 236 millions de tonnes de charbon, 47 millions de tonnes de céréales et 30 millions de tonnes de matériaux de construction, ainsi que de nombreux autres produits.
Le 24 janvier 2005, le nom officiel devint BNSF Railway. Il reste un des quatre chemins de fer transcontinentaux de l'Amérique du Nord, ce qui est un atout avec la globalisation du commerce mondial utilisant largement les conteneurs. Ainsi le BNSF possède le trafic intermodal ferroviaire le plus important au monde, il est le plus gros transporteur de grains des États-Unis, et achemine suffisamment de charbon pour générer 10 % de l'électricité produite aux États-Unis.
Le 3 novembre, 2009, Berkshire Hathaway fit une offre de $34 milliards pour acheter toutes les actions non amorties de la Burlington Northern Santa Fe. Concrétisé le 12 février 2010, c'est la plus grande acquisition de l'histoire de Berkshire Hathaway.

## Réseau
La BNSF possède en propre ou exploite des lignes de chemins de fer dans 27 États des États-Unis : Alabama, Arizona, Arkansas, Californie, Colorado, Idaho, Illinois, Iowa, Kansas, Louisiane, Minnesota, Mississippi, Missouri, Montana, Nebraska, Nevada, Nouveau-Mexique, Dakota du Nord, Oklahoma, Oregon, Dakota du Sud, Tennessee, Texas, Utah, Washington, Wisconsin et Wyoming.
En outre, elle exploite quelques lignes en Colombie-Britannique (Canada), dont un tronçon de 48 kilomètres qui va de la frontière à Vancouver.
Sur le plan de l'organisation interne, le réseau de la BNSF est divisé en treize divisions : Chicago, Gulf, Kansas, Montana, Nebraska, Californie du Nord, Northwest, Powder River, Californie du Sud, Southwest, Springfield, Texas et Twin Cities. Chaque division est découpée elle-même en nombreuses sections.
La BNSF exploite directement environ 39 429 kilomètres de voies. La BNSF dispose ainsi du plus long réseau privé du monde. En incluant les lignes secondaires, les triages et les embranchements privés, le total représente quelque 80 000 km.
En outre, la BNSF a obtenu des droits d'exploitation sur plus de 13 000 kilomètres de lignes aux États-Unis et au Canada. Ces droits lui permettent de faire circuler ses propres trains avec son propre personnel sur des lignes principales ouvertes à la concurrence.
On peut voir également des locomotives BNSF sur les voies de ses concurrents dans le cadre de contrats de location ou d'autres arrangements commerciaux.

## Salariés de l'entreprise
Selon le rapport annuel de la compagnie, à la fin de l'année 2003, la BNSF employait plus de 36 000 salariés.

## Matériel roulant
Le parc de matériel roulant comptait 5 377 locomotives et 87 549 wagons à la fin de l'année 2003.

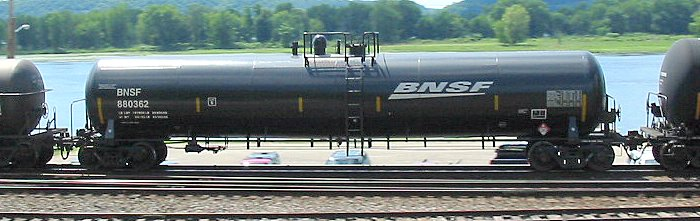
Wagon-citerne (Glen Haven, Wisconsin)

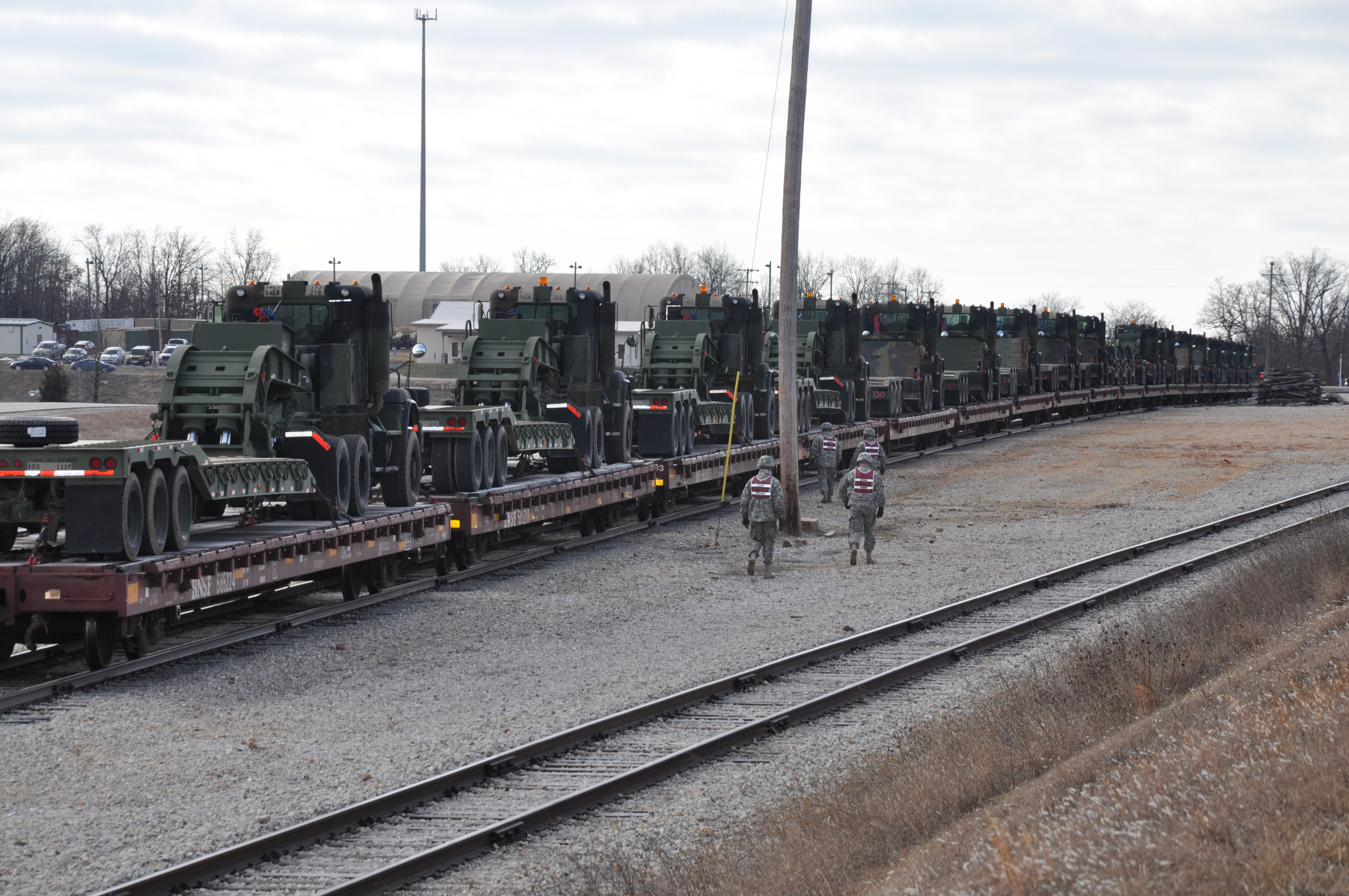
Wagons plats du BNSF avec du matériel de l' US Army.

Répartition du parc de wagons BNSF par catégories :
- Wagons trémies couverts: 36 255 ;
- Wagons tombereaux : 15 327 ;
- Wagons couverts : 10 021 ;
- Wagons trémies ouverts : 10 866 ;
- Wagons plats : 7 854 ;
- Wagons réfrigérants : 5 427 ;
- Wagons porte-automobiles : 827 ;
- Wagons-citernes : 639 ;
- Wagons couverts non spécialisés : 31 ;
- Autres types : 302.

Autres types de matériel :
- Conteneurs : 10 627 ;
- Châssis : 9 864 ;
- Véhicules de service : 4 028 ;
- Remorques : 2 152 ;
- Voitures à voyageurs de banlieue : 163.

À la fin 2003, l'âge moyen du parc de locomotives était de 15 ans, et celui du parc de wagons de 16 ans.

## Dépôts et installations
Le BNSF gère plusieurs installations sur tous les E.U. Certaines installations comprennent des dépôts, des terminaux et des ateliers pour le service et la maintenance. Les nombreuses installations de transfert permettent le transfert intermodal des conteneurs, remorques et autre fret. Il contrôle ainsi 33 hubs intermodaux et 23 installations de distribution. Le 9 février, le BNSF a annoncé son plan de construction d'une nouvelle installation de transfert intermodal près du port de Los Angeles avec accès direct à la récente ligne ferroviaire d'Alameda Corridor.
De grands centres de triages des wagons de marchandises sont dispersés le long du réseau; en 2005, celui d'Argentine Yard à Kansas City possédait le plus grand nombre de wagons de marchandises.
La division mécanique est responsable des centres de maintenance incluant la maintenance de prévention, les réparations et le service d'équipement. Les plus importants de ces centres sont localisés à Alliance (Nebraska) et Topeka (Kansas); ceux de Brainerd (Minnesota) et de Galesburg (Illinois) s'occupent de la maintenance des voies et des équipements, et celui de Spokane (Washington) est responsable des wagons frigorifiques du Western Fruit Express Company.

## Livrées du matériel roulant
L'assortiment des couleurs utilisées, en fait l'un des plus colorés parmi ceux de classe I. Bien que des locomotives continuent d'arborer le vert et blanc de l'ex BN ou le jaune et bleu de l'ex Santa Fe, voire aussi le fameux warbonnet rouge et argent avec l'inscription BNSF, il est prévu que toutes les machines reçoivent la livrée Heritage. Cette livrée surnommée pumpkins, est basée sur les couleurs orange et vert foncé du Great Northern Railroad.
La livrée « Heritage I » : le premier logo du BNSF formé de la croix et du cercle noir avec les lettres jaunes est disposé sur le nez de la locomotive; le toit de la cabine est orange et une large bande orange ceinture les flancs de la machine avec l'inscription BNSF en noir ; des bandes jaunes séparent l'orange du vert foncé appliqué sur le toit et en bas des flancs.
La livrée « Heritage II » : le logo est le « cigar band » du Warbonnet de l'ATSF, formé de la croix jaune élargie avec l'inscription BNSF en noir; sur les flancs, les bandes jaunes séparant l'orange du vert sont soulignées de noir; l'inscription BNSF est jaune délimitée par un filet noir.
La livrée « Heritage III » : le nouveau logo adopté le 24 janvier 2005, symbolisant la volonté d'être leader dans le transport et l'innovation, est appelé « Powerbar », « Burlington Nike Santa Fe », « Swoosh » ou encore « Wedgie » ; le logo BNSF souligné d'un trait, est noir avec un contour jaune; il se trouve sur le nez et les flancs de la machine une très large bande orange ceinture la machine et des bandes jaunes plus larges que dans l'Heritage II, séparent l'orange du noir situé sur le toit et le bas de caisse.